# Chiesa di San Bernardino (Sesto Calende)
La chiesa prepositurale di San Bernardino è una chiesa di Sesto Calende che fu costruita agli inizi del nostro XX secolo in luogo dell'antica chiesa di San Bernardino che era situata nell'attuale piazza Garibaldi, abbattuta d'autorità dal comune di Sesto Calende.

## Storia e descrizione
La chiesa attuale non è quindi la più antica, ma è la più vasta in ampiezza. Essa è ricca di affreschi che illustrano scene del Vangelo e della figura del Patrono. L'edificio sacro venne consacrato ufficialmente al culto dal beato cardinale Alfredo Ildefonso Schuster il 2 giugno 1946. La chiesa custodisce le spoglie mortali del compianto Cardinale Angelo Dell'Acqua, sestese d'origine, poi diventato vicario di Roma sotto il pontificato di Papa Paolo VI. Il nuovo altare costruito secondo le norme conciliari del Vaticano II, è ampio, elegante e apprezzato: fu consacrato dal cardinale Carlo Maria Martini nel 1991.
Da ammirare, all'interno, le meravigliose dodici colonne in granito di Baveno, destinate, secondo dicerie locali, alla basilica di San Paolo in Roma, ma sequestrate in seguito al fallimento della ditta fornitrice, durante il trasporto per mezzo di barconi sul fiume Ticino. Rimasero per più di 20 anni abbandonate a Sesto Calende in riva al Ticino, in seguito vennero cedute a prezzo vantaggioso ed acquistate per la nuova chiesa. Degni di nota sono la pavimentazione di tutta la chiesa, gli affreschi della navata centrale attribuiti ad Arduino e raffigurati scene di Cristo e san Bernardino, l'altare in marmo, le vetrate di buona fattura, il soffitto ligneo a cassettoni rivestiti a stucchi policromi, la cappella del Sacro Cuore, i due affreschi di fianco all'altare e il magnifico organo, composto da più di 2500 canne, installato nel 1937 dall'organaro varesino Giorgio Maroni. Da ammirare anche, all'esterno i tre mosaici.